# Absolut
Absolut Vodka is een Zweeds merk wodka. Het was een onderdeel van de V&S Group en wordt geproduceerd in het zuiden van Zweden (bij Åhus in Skåne). V&S Group werd in 2008 overgenomen door het Franse bedrijf Pernod Ricard. Absolut is het best verkochte merk van Pernod Ricard, in het gebroken boekjaar 2023/24 werden 12 miljoen dozen van negen liter verkocht.
Absolut kreeg grote bekendheid door een reclamecampagne met de Amerikaanse kunstenaar Keith Haring. De door Haring gemaakte advertenties worden in bijna ieder boek over marketing genoemd als voorbeeld van de integratie tussen marketing en kunst.